# مننجری (بخش)
مننجری (به لاتین: Mananjary) یک بخش‌های ماداگاسکار در ماداگاسکار است که در واتوواوی-فیتووینانی واقع شده‌است.